# Amyris elemifera
Amyris elemifera is een plantensoort uit de wijnruitfamilie (Rutaceae). Het is een aromatische, groenblijvende struik of kleine boom met een dichte ronde kroon. Hij wordt meestal rond de 5 meter hoog, maar sommige exemplaren kunnen tot 11 meter hoog worden. De boom bevat een geurige hars. De soort staat op de Rode Lijst van de IUCN geklasseerd als 'niet bedreigd'.
De soort komt voor van Florida in de Verenigde Staten en Zuid-Mexico tot in Honduras en verder in het Caraïbisch gebied en Venezuela. Hij groeit daar op ruige rotsachtige hellingen of ravijnen, soms op kalksteen. Groeit verder ook gebieden met open struikgewas op droge kalksteenbodems.
De boom wordt in het wild geoogst vanwege hun geurige hars. Deze hars staat bekend als Elemi van Mexico en wordt gebruikt in lakken, vernissen, zalven en parfums. Het harsachtige en sterk geurende hout wordt lokaal gebruikt voor meubels en palen. Verder dient het hout als brandstof en worden er fakkels van gemaakt.